# 防衛省
防衛省（ぼうえいしょう、英: Ministry of Defense、略称: MOD）は、日本の行政機関のひとつ。自衛隊の管理・運営及び日米安全保障条約に係る事務を所管する。
本省は「防衛省」と呼称されるが、英称は国防省と日本語訳されるものと同じである。

## 概説
戦争放棄及び戦力の不保持を定めた日本国憲法第9条のもと、日本の国防を所管する行政機関であり、国家行政組織法第3条および防衛省設置法第2条に基づき内閣の統轄の下に設置される。長である防衛大臣は、陸海空自衛隊を含む防衛省全体の組織を統括する。
任務は「我が国の平和と独立を守り、国の安全を保つことを目的とし、これがため、陸上自衛隊、海上自衛隊及び航空自衛隊を管理し、及び運営し、並びにこれに関する事務を行うこと」（防衛省設置法第3条1項）および「条約に基づく外国軍隊の駐留及び日本国とアメリカ合衆国との間の相互防衛援助協定の規定に基づくアメリカ合衆国連邦政府の責務の本邦における遂行に伴う事務で他の行政機関の所掌に属しないものを適切に行うこと」（同法第3条2項）と規定する。

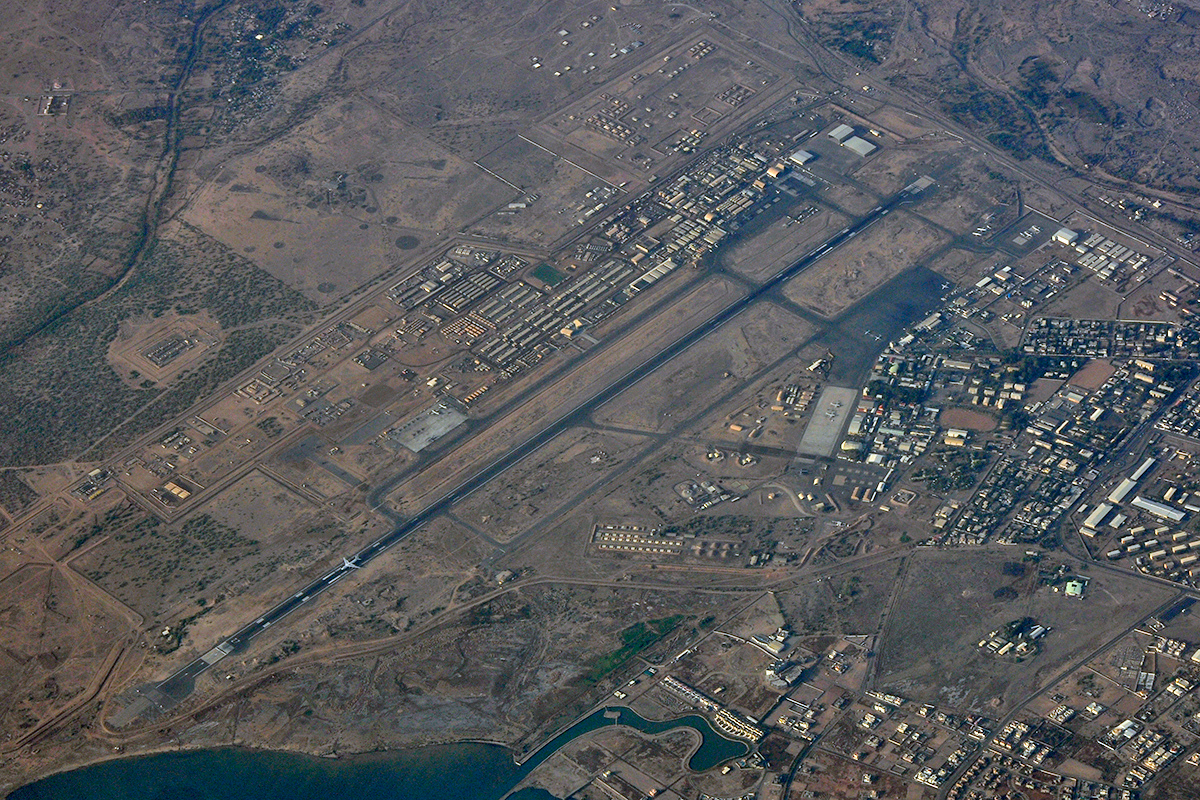
ジブチ共和国に駐留している自衛隊の拠点。

また日本ジブチ地位協定に係る事務とその協定に基づいてジブチ共和国に駐留している自衛隊員と自衛隊基地の管理等も行う。
シンボルマークは“青い球（地球）を守るように抱える緑色のヒトの形の上半身”である（自衛隊員を象徴する）。
1950年（昭和25年）、前身である警察予備隊本部が発足し、その後保安庁を経て、1954年（昭和29年）7月1日以来、防衛庁として総理府、内閣府の外局だったが、2007年（平成19年）1月9日に防衛省へ移行、内閣の統轄の下に行政事務をつかさどる機関である省の一つとなった。同年9月1日に防衛施設庁が内部部局の地方協力局と地方支分部局の地方防衛局に再編されたうえで統合された。
内部部局として大臣官房、防衛政策局、整備計画局、人事教育局、地方協力局を、審議会等として防衛施設中央審議会、自衛隊員倫理審査会及び防衛人事審議会を、施設等機関として防衛大学校、防衛医科大学校及び防衛研究所を、 特別の機関として防衛会議、統合幕僚監部、陸上幕僚監部、海上幕僚監部、航空幕僚監部、陸上自衛隊、海上自衛隊及び航空自衛隊等を、地方支分部局として8つの地方防衛局を、外局として防衛装備庁を置く。陸上自衛隊、海上自衛隊及び航空自衛隊とは、対応する陸海空幕僚監部並びに統合幕僚長及び対応する陸海空幕僚長の監督を受ける部隊及び機関とされている（自衛隊法2条2〜4項）。
行政組織法上はこれらすべての機関が防衛省の一部であるが、マスコミ報道においては特別の機関である陸海空自衛隊を除いた部分、特に内部部局のみを指して防衛省と呼ぶことが多い。自衛隊（陸上自衛隊、海上自衛隊及び航空自衛隊）とは、自衛隊法上は審議会等と駐留軍等労働者の労務管理等をつかさどる部局（防衛省地方協力局労務管理課）を除外した防衛大臣以下、内部部局からを含む防衛省の全体を指し（自衛隊法2条1項）、つまり「防衛省」と「自衛隊」はほぼ同一の組織のことを指している。一方、防衛省設置法に基づく国の行政機関としての側面からの名称が「防衛省」、国防等の職務を担う軍事的組織としての側面からの名称が「自衛隊」ということになる。
隊員とは防衛省の職員で、防衛大臣、防衛副大臣、防衛大臣政務官、防衛大臣補佐官、防衛大臣政策参与、防衛大臣秘書官、審議会等委員及び地方協力局労務管理課職員以外のものをいう（自衛隊法2条5項）。防衛事務次官、防衛書記官、防衛部員をはじめとする内部部局等のいわゆる文官は、自衛隊員であるとされており、自衛官（制服組）と同様に、「事に臨んでは危険を顧みず、身をもつて責務の完遂に務め、もつて国民の負託にこたえる」という文言を含む服務の宣誓を行うこととされている（自衛隊法53条、自衛隊法施行規則39条）。
単一の省としては最も多くの職員が在籍する行政機関であり、防衛省職員への給与は国家公務員給与費の4割以上を占める。2024年度の一般会計予算は6兆7879億6544万6千円である。2002年度（平成14年度）の4兆9345億円から2012年度（平成24年度）の4兆6453億円まで11年連続で減少を続けていたが、第2次安倍内閣の成立後は増額している。
外務省との関係では、2024年（令和6年）7月1日現在、防衛駐在官75名（陸34名、海20名、空21名）が、外務省に出向して92大使館6政府代表部（兼務を除く在勤としては50大使館2政府代表部)に派遣されている。

## 沿革

### 前史

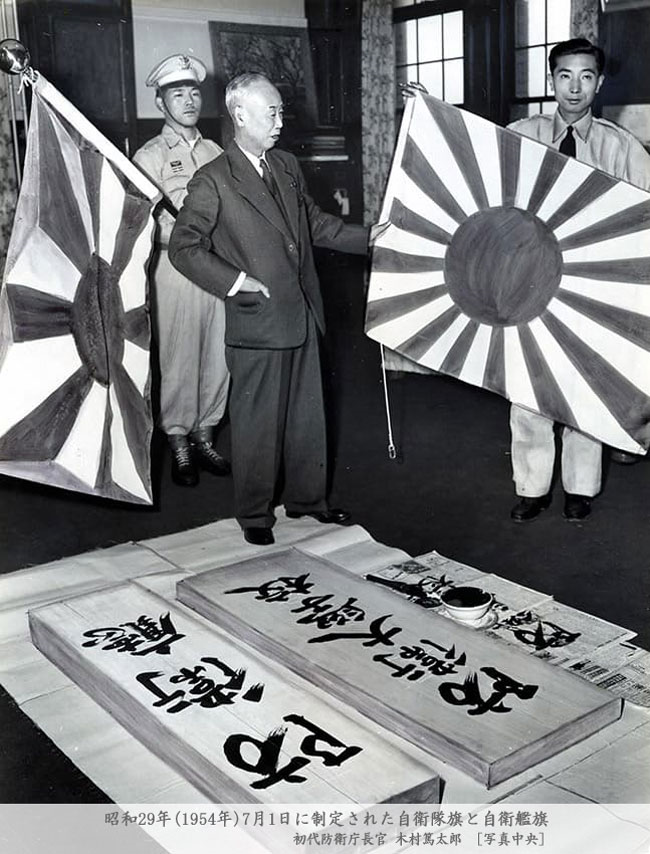
「防衛庁」の看板（1954年6月）

明治2年から明治5年にかけて「国の防衛と治安維持」を管轄とする兵部省（ひょうぶしょう）という省庁が存在し、これは陸軍省と海軍省に分離・改組され日本の軍事を担っていた。1945年（昭和20年）の十五年戦争（支那事変・大東亜戦争・第二次世界大戦）終結により陸軍省は第一復員省、海軍省は第二復員省に改組されたのち、統合され復員庁となり1947年（昭和22年）に廃止された。

現在の防衛省の直接の前身は、1950年（昭和25年）6月の朝鮮動乱（韓国名6･25戦争、北朝鮮名祖国解放戦争）勃発を受けて発足した警察予備隊本部（けいさつよびたいほんぶ）に遡ることができる。その後、保安庁（ほあんちょう）、防衛庁（ぼうえいちょう）を経て現在の防衛省に至る。

### 設置

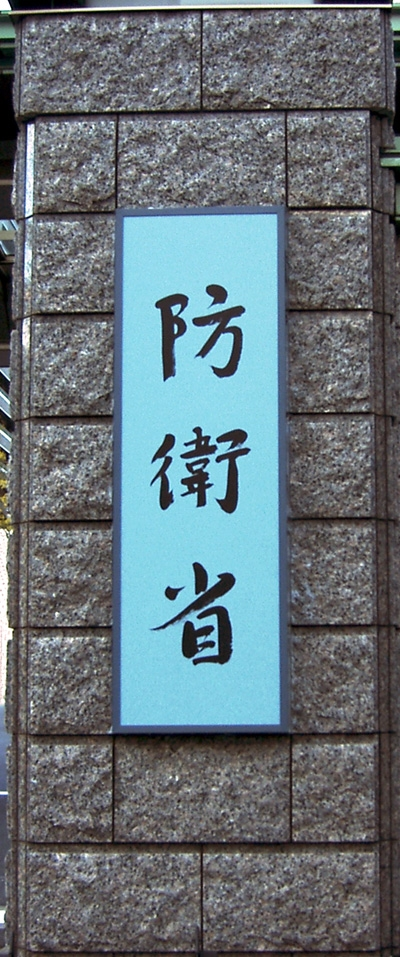
防衛省発足当時のアルミ合金製仮看板（看板の作製が間に合わないため、アルミ合金の仮看板を採用していた）

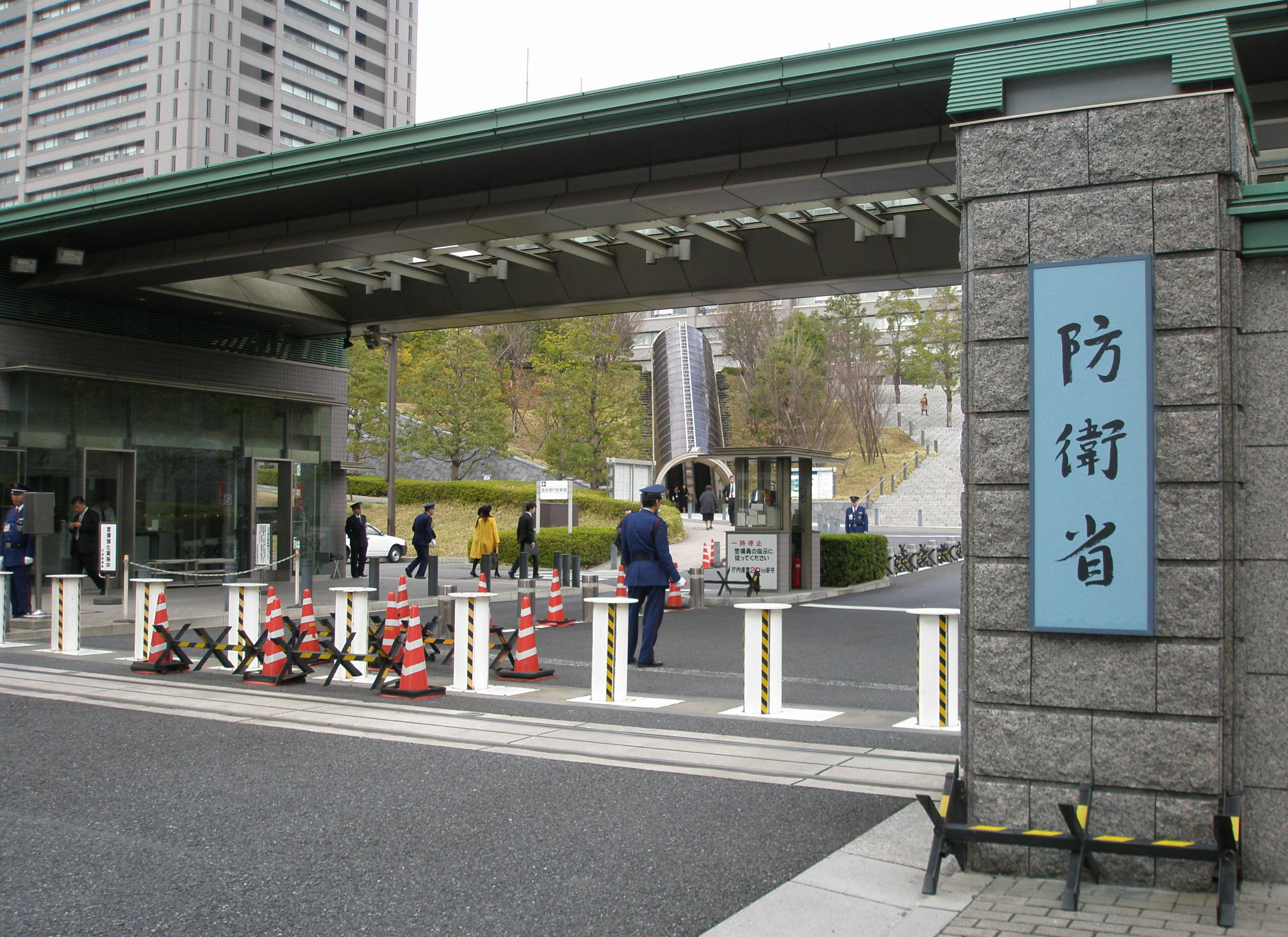
仮看板を掲げていた正門

防衛省の前身である防衛庁は、発足から半世紀余りの間「庁」のまま国家行政組織法上の位置付けの変更は行われなかったが、その間も「省」へ移行（府省の外局である庁から内閣直属の省へ昇格）させるべきとの意見は根強く、検討議論は頻繁になされていた。しかし、具体的な提案として、防衛庁の省移行が政治日程に上ったのは、小泉政権後期の2005年後半のことで、第1次安倍政権下の2007年1月に実現した。この間の経緯は以下のとおりである。
- 2005年（平成17年） - 政府部内において庁から省への昇格の議論が本格化、省昇格法案を国会に提出することが予定される。
- 2006年（平成18年）
  - 1月30日 - 防衛施設庁談合事件が発覚し、防衛施設庁の問題を放置したまま防衛庁を省へ移行させることへの反対意見が起こる。
  - 6月9日 - 防衛庁を防衛省へ移行させるため、「防衛庁設置法等の一部を改正する法律案」が第164回国会に提出されるが、第164国会では継続審議になる[7]。
  - 11月30日 - 第165回国会において第164国会で継続審議とされた防衛庁設置法等の一部を改正する法律案が衆議院で可決[8]。
  - 12月15日 - 防衛庁設置法等の一部を改正する法律案が参議院で可決[9]。衆議院[10]、参議院[9]ともに自民・公明・民主・国民新の賛成多数により、同法が成立し、2006年（平成18年）12月22日に法律第118号として公布された。
- 2007年（平成19年）
  - 1月9日 - 防衛庁設置法等の一部を改正する法律（平成18年法律第118号）[11]の施行により、防衛庁設置法が防衛省設置法に改題され、防衛庁（Japan Defense Agency）は防衛省（Ministry of Defense）に改められた。
  - 3月22日 - 初の防衛省令となる「防衛大学校、防衛医科大学校、防衛研究所、技術研究本部及び装備本部組織規則等の一部を改正する省令」[12]が公布された。

省への移行によって、内閣法にいう主任の大臣は、総理府・内閣府の長たる内閣総理大臣から防衛大臣となった。すなわち、防衛大臣は防衛省の所掌事務である国防について分担管理する大臣として責任を負う。しかし、防衛大臣が自衛隊に対して命令できる行動は「海上警備行動」までであり、それより上位の「警護出動」・「治安出動」、最上位の「防衛出動」は内閣の首長としての内閣総理大臣に命令権が与えられている。このため、省への移行に伴う防衛大臣（旧防衛庁長官）の職責上の変更点は、閣議への請議や財務大臣への予算要求、省令の制定などが防衛大臣の名において行えるようになったことに留まった。したがって、省への移行の具体的な効果は事務手続のごく若干の緩和、庁より格が高いとされる省への名称変更による隊員と職員の士気向上、他国の国防機関との不均衡の是正などが挙げられている。

### 山田洋行事件と防衛省改革
2007年（平成19年）11月27日、守屋武昌が東京地検の事情聴取を受け、軍需専門商社である山田洋行の元専務からゴルフ旅行などの接待を受けた見返りに防衛装備品の調達で便宜を図った疑いが強まったとして、妻と共に収賄容疑で逮捕された。それだけで終わらず守屋は庁の頃からゴルフ旅行などを行っており、かつての長官（久間章生、額賀福志郎）も事件の関与の疑いもあり、一部の雑誌で庁へ格下げ論を取り上げられるなどした（山田洋行事件）。
この事件や他の不祥事（防衛秘密の漏洩、報告義務違反）を踏まえ、町村信孝内閣官房長官は2007年（平成19年）11月に防衛省が抱える問題について検討を行う場として「防衛省改革会議」を開催することを決定した。会議は12月から開催され、南直哉が座長に就任した後、2008年の12月まで1年にわたって12回開催された。2008年（平成20年）7月15日に会議は「報告書 - 不祥事の分析と改革の方向性」を福田康夫内閣総理大臣に答申した。報告書の改革案には防衛大臣を中心とする政策決定機構の充実として、防衛参事官制度を廃止し、防衛大臣補佐官（現防衛大臣政策参与）を設置すること、防衛会議を法律で明確に位置づけることが盛り込まれていた。
この報告書を受けて、「防衛省設置法等の一部を改正する法律案」が策定され、2009年（平成21年）2月17日に閣議決定、同日国会に提出された。法案は従来訓令に基づく存在だった「防衛会議」を法律に規定された組織として「特別の機関」に位置づけるとともに、防衛参事官の廃止、防衛大臣補佐官3人以内の新設をするものだった。法案は同年5月27日に可決成立し、6月3日に「防衛省設置法等の一部を改正する法律」（平成21年法律第44号）として公布され、2009年（平成21年）8月1日に施行された。

### 統合幕僚監部への統合議論
南直哉を座長とする防衛省改革会議は2008年（平成20年）7月15日、防衛省再編に関する最終報告書をまとめ、福田康夫内閣総理大臣に提出した。内局の運用企画局を廃止し部隊運用を統合幕僚監部に一本化、統合幕僚副長の文官起用など、背広組と制服組の混合が柱となっている。また、2008年（平成20年）12月22日には、防衛省内の省改革本部会議が「基本的な考え方」を発表した。同報告書の内容を発展的に踏襲し、他省庁との調整も含む運用部門の統幕への一本化を盛り込んだ。しかし、2009年（平成21年）8月に執行された第45回衆議院議員総選挙により生じた政権交代の結果本項を含む組織改編は見送られ、同会議は同年11月17日もって廃止された。
2015年（平成27年）6月10日の参議院本会議において防衛省設置法を改正する法律が自民・公明両党及び維新の党などの賛成多数で可決され、この中で背広組を主体とする運用企画局を廃止し、部隊運用を統幕に一本化すること、防衛装備品の調達等を一元的に行う防衛装備庁の設置が盛り込まれ、同年10月1日付けで施行された。

### 年表
前史
- （1947年（昭和22年）5月10日 - 連合国軍最高司令官総司令部の要求に応えるため、特別調達庁が設置される。のちの防衛施設庁。）
- 1950年（昭和25年）6月25日 - 朝鮮戦争が勃発、これに対応するため、在韓米軍と共に在日米軍の兵力も充当。
- 1950年（昭和25年）7月8日 - 日本国内における兵力の不足を受けて連合国軍総司令官および国連軍総司令官であるダグラス・マッカーサーは、首相の吉田茂に対して警察予備隊の創設を指示。
- 1950年（昭和25年）8月10日 - ポツダム政令として警察予備隊令[18]が公布・施行され発足した警察予備隊（現在の陸上自衛隊に相当）を管理・運営する総理府の機関として警察予備隊本部が設置。
- 1952年（昭和27年）4月26日 - 海上保安庁の附属機関として海上警備隊（現在の海上自衛隊に相当）が発足。
- （1952年（昭和27年）4月28日 - 日本国との平和条約締結。占領解除。連合国軍最高司令官総司令部廃止。）
- 1952年（昭和27年）8月1日 - 総理府の外局として保安庁 (National Safety Agency) が発足。
  - 同日、海上保安庁海上警備隊は保安庁に移管のうえ警備隊に改められたが、警察予備隊の方は準備等の都合からそのままの名称で保安庁の所轄下に移管され、遅れて10月15日に保安隊となった。
- 1954年（昭和29年）7月1日 - 保安庁は防衛庁 (Japan Defense Agency) に改組移行（引き続き総理府の外局）。
  - 防衛庁の本庁内部部局は、長官官房、防衛局、教育局、人事局、経理局、装備局の1官房5局による構成。
  - 保安隊は陸上自衛隊に、警備隊は海上自衛隊にそれぞれ改組発足したほか、航空自衛隊が新たに発足。自衛隊の詳細については自衛隊の項目を参照。
- 1956年（昭和31年）3月23日 - 防衛庁、江東区越中島から千代田区霞が関[注釈 5][19]へ移転。
- 1957年（昭和32年）8月1日 - 次長職を廃し事務次官を設置。
  - 国家行政組織法の改正に伴い、国務大臣を長とする庁にも事務次官を置くことができるようになったことに伴う措置。
- 1958年（昭和33年）5月23日 - 防衛庁の本庁内部部局として、新たに衛生局を設置し、1官房6局による構成。
- 1960年（昭和35年）1月11日 - 防衛庁、千代田区霞が関から港区赤坂の檜町地区[注釈 6]へ移転。
- 1968年（昭和43年）6月15日 - 防衛庁の本庁内部部局を再編し、教育局と人事局を統合して新たに人事教育局を設置し、1官房5局による構成。
  - 教育局が所管していた教育訓練のうち、部隊訓練は防衛局に移管。
  - 当時の佐藤首相の強力な指示により、各省庁が一律に1局削減しなければならなくなったことにより、1局1課だった教育局を削減。
- 1984年（昭和59年）7月1日 - 防衛庁の本庁内部部局を再編し、人事教育局を教育訓練局と人事局に分離。これに伴うスクラップ・アンド・ビルドのため、衛生局は廃止。
- 1997年（平成9年）
  - 1月20日 - 特別の機関として情報本部が発足。
  - 7月1日 - 防衛庁の本庁内部部局を再編し、教育訓練局と人事局の2局を、運用局と人事教育局の2局に改組。
- 2000年（平成12年）4月26日 - 防衛庁、港区赤坂の防衛庁檜町地区から新宿区市谷本村町の防衛庁市ヶ谷地区へ移転。
- 2001年（平成13年）1月6日 - 中央省庁再編により内閣府の外局となる。
  - 本庁内部部局を再編し、経理局と装備局を統合して管理局を設置し、1官房4局による構成。
- 2006年（平成18年）7月31日 - 防衛庁の本庁内部部局を再編し、防衛局を防衛政策局に、運用局を運用企画局に、管理局を経理装備局にそれぞれ改組。

防衛省設置後
- 2006年（平成18年）12月15日 - 防衛庁を省へ移行させる「防衛庁設置法等の一部を改正する法律案」が国会で可決、成立。
- 2007年（平成19年）1月9日 - 防衛庁が防衛省に移行。
- 2007年（平成19年）9月1日 - 防衛施設庁談合事件を受け、外局である防衛施設庁を廃止し本省に統合。
  - 防衛施設庁が所管していた業務を所管するため、防衛省の本省内部部局として、新たに地方協力局を設置。1官房5局による構成。
  - 地方支分部局として地方防衛局が発足、特別の機関として防衛監察本部が発足。
- 2007年11月27日 - 前事務次官の守屋武昌が東京地検特捜部に軍需専門商社からの収賄容疑で逮捕される（山田洋行事件）。
- 2009年（平成21年）8月1日 - 防衛会議を訓令に基づき設置された機関から法律に基づいて設置された特別の機関に格上げ。防衛大臣補佐官（現防衛大臣政策参与）を新設。防衛参事官を廃止。
- 2011年（平成23年）- 防衛省は、アフリカのジブチ共和国に自衛隊拠点を開設させた。第二次世界大戦後の日本としては初の海外基地となった。
- 2014年（平成26年）5月30日 - 新しい防衛大臣補佐官ポストを新設。これと同時に旧防衛大臣補佐官を防衛大臣政策参与に改称。
- 2014年（平成26年）7月25日
  - 次官級審議官の防衛審議官を新設。
  - 地方協力局次長の定数を2名から1名へ、大臣官房参事官の定数を4名から2名にそれぞれ縮小。
- 2015年（平成27年）

6月10日 - 参議院本会議において「防衛省設置法等の一部を改正する法律（平成27年法律第39号）」が自民・公明両党及び維新の党などの賛成多数で可決・成立。技術研究本部、装備施設本部が廃止され、防衛装備庁の設置が決まった。同改正法は同年10月1日に施行された。
10月1日 - 防衛省設置法改正法施行により防衛装備庁が設置され、防衛省組織令等の改正により以下の局等が改組された。
1. 運用企画局を廃止し、部隊運用に関する事務を統合幕僚監部へ一本化。
2. 技術研究本部及び装備施設本部を廃止し、防衛装備庁に統合。また、防衛調達審議会も防衛装備庁長官の所轄に移行。
3. 大臣官房の技術監を廃止し、施設監を新設。
4. 防衛政策局に戦略企画課、運用政策課および訓練課を新設し、防衛計画課を整備計画局に移管（5課から7課体制へ）。
5. 経理装備局を廃止し、整備計画局を新設（防衛計画課、情報通信課、施設計画課の３課体制）。経理装備局の会計課、監査課を大臣官房に移管（大臣官房は4課から6課体制へ）。

- 2017年（平成29年）8月9日 - 情報公開査察官を新設。同月、航空自衛隊に宇宙部隊を創設すると発表[22][23]。
- 2019年（平成31年）4月1日 - 公文書監理官を新設。
- 2020年（令和2年）7月1日 - 防衛政策局参事官を新設。
- 2021年（令和3年）7月1日[24][25][26]
  - 大臣官房審議官を6人から7人、大臣官房参事官を3人から5人に増員。
  - 地方協力局を8課並びに沖縄調整官1人及び調達官1人から8課に改組。
- 2023年（令和5年）7月1日[27]
  - 大臣官房参事官を5人から7人に増員。
  - 防衛政策局の戦略企画課、訓練課を廃止し、運用基盤課を新設するとともに参事官2人を増員（7課・参事官1人から6課・参事官3人体制へ）。
  - 整備計画局の情報通信課をサイバー整備課に改組。

- 2024年（令和6）年7月1日[28]
  - 大臣官房参事官を7人から6人に減員し、米軍再編調整官を廃止。
  - 整備計画局の施設技術管理官を廃止し、建設制度官を新設。

## 所掌事務
防衛省設置法4条は33号にわたって所掌事務を列記している。具体的には以下の事項に関する事務がある。

なお、旧帝國陸海軍の残務処理については厚生労働省社会・援護局援護・業務課、旧軍人に支給される恩給については総務省政策統括官部局恩給業務管理官が所掌する。
- 防衛及び警備（1号）
- 自衛隊の行動（2号）
- 陸上自衛隊、海上自衛隊及び航空自衛隊の組織、定員、編成、装備及び配置（3号）
- 1〜3号の事務に必要な情報の収集整理（4号）
- 職員の人事（5号）
- 職員の補充（6号）
- 礼式及び服制（7号）
- 若年定年退職者給付金（8号）
- 教育訓練（9号）
- 職員の保健衛生（10号）
- 経費及び収入の予算および決算並びに会計および会計の監査（11号）
- 施設の取得及び管理（12号）
- 装備品等の調達、補給及び管理並びに役務の調達（13号）
- 装備品等の研究開発（14号、15号）
- 自衛隊法の規定による漁船の操業の制限及び禁止並びにこれに伴う損失の補償（16号）
- 防衛に関する知識の普及及び宣伝（17号）
- 調査および研究（18号）
- 駐留軍の使用に供する施設及び区域の決定、取得及び提供並びに駐留軍に提供した施設及び区域の使用条件の変更及び返還（19号）
- 沖縄県における境界不明地域内の駐留軍用地等に係る土地の位置境界の明確化（20号）
- 防衛施設周辺の生活環境等の整備（21号）
- 駐留軍のための物品及び役務の調達並びに駐留軍から返還された物品の管理、返還及び処分（21号）
- 相互防衛援助協定の実施に係る円資金の提供並びに不動産、備品、需品及び役務の調達、提供及び管理（23号）
- 駐留軍等によるまたはそのための物品及び役務の調達に関する契約から生ずる紛争の処理（24号）
- 駐留軍等及び諸機関のために労務に服する者の雇入れ、提供、解雇、労務管理、給与及び福利厚生（25号）
- 特別調達資金の経理（26号）
- アメリカ合衆国の軍隊の水面の使用に伴う漁船の操業の制限及び禁止並びにこれに伴う損失の補償（27号）
- 自衛隊及びアメリカ合衆国軍隊の行為による農業、林業、漁業等事業者の損失の補償（28号）
- 武力攻撃事態等におけるアメリカ合衆国の軍隊による損失の補償（29号）
- 合衆国軍協定18条および日米地位協定18条の規定に基づく請求の処理（30号）
- 合衆国軍協定18条5項（ｇ）の規定により同項の他の規定の適用を受けない損害の賠償の請求についてのあつせん等（31号）
- 防衛大学校、防衛医科大学校等において教育訓練および研究を行うこと（34号）
- その他法令に基づき防衛省に属させられた事務（35号）

## 組織

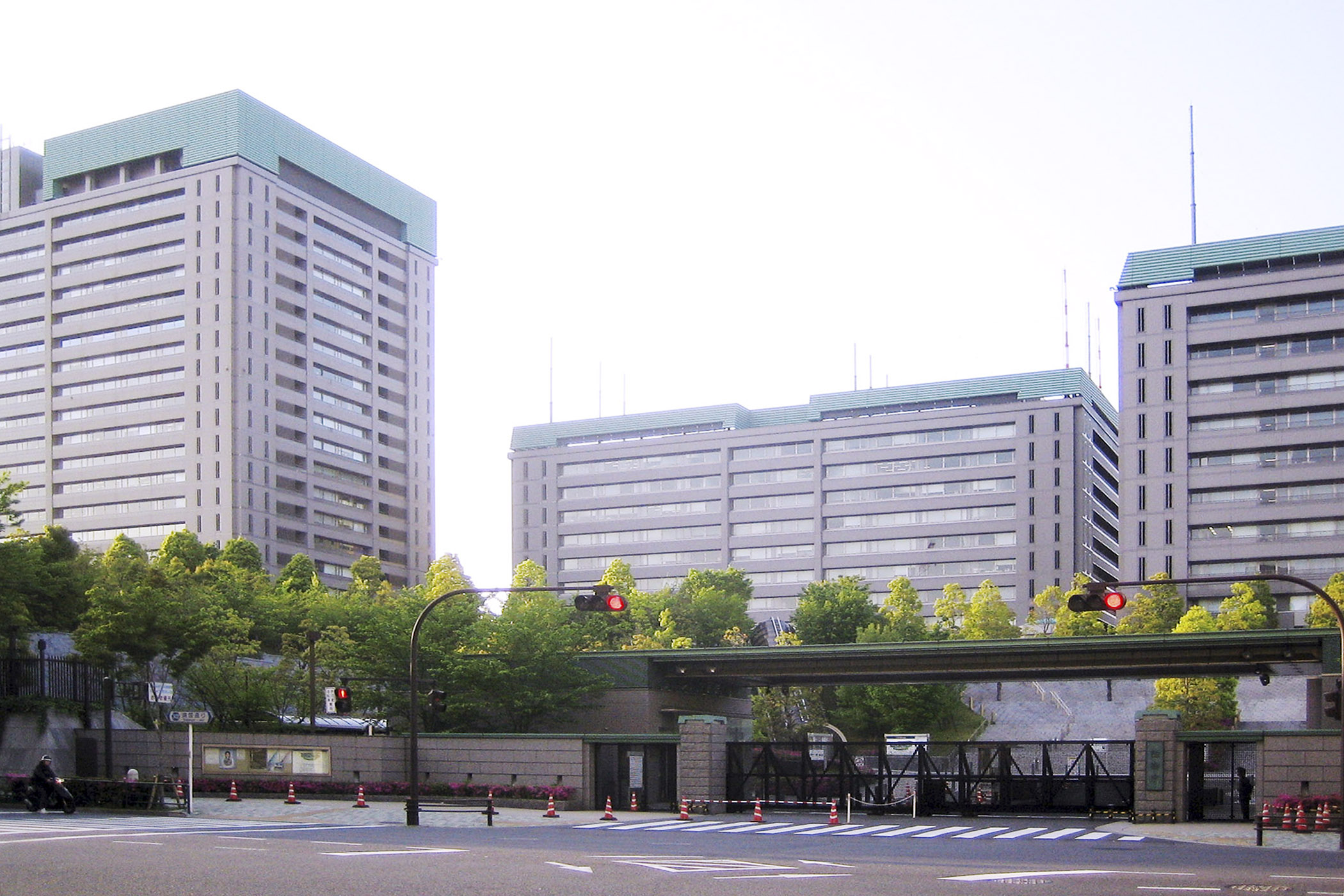
正門方向から防衛省市ヶ谷庁舎を望む

防衛省の内部組織（内部部局、地方支分部局、防衛装備庁のほか特別の機関である幕僚監部、情報本部、防衛監察本部等を含む）は法律の防衛省設置法、政令の防衛省組織令が規定している。また特別の機関のうち自衛隊の部隊および機関については自衛隊法、自衛隊法施行令及び自衛隊法施行規則が詳細に規定している。

### 幹部
- 防衛大臣 (国家行政組織法第5条、防衛省設置法第2条の2)
- 防衛副大臣（国家行政組織法第16条）
- 防衛大臣政務官（国家行政組織法第17条）（2人）
- 防衛大臣補佐官（国家行政組織法第17条の2）（1人以内、必置ではない）
- 防衛大臣政策参与（防衛省設置法第7条）（3人以内、必置ではない）
- 防衛事務次官（国家行政組織法第18条）
- 防衛審議官（防衛省設置法第7条の2）
- 防衛大臣秘書官（国家行政組織法第19条）

### 内部部局
- 大臣官房
  - 政策立案総括審議官
  - 衛生監
  - 施設監[注釈 7]
  - 報道官
  - 公文書監理官
  - サイバーセキュリティ・情報化審議官
  - 審議官（7人）
  - 参事官（6人）
  - 秘書課
  - 文書課
  - 企画評価課
  - 広報課
  - 会計課[注釈 8]
  - 監査課[注釈 8]
  - 訟務管理官
- 防衛政策局
  - 次長（2人）
  - 防衛政策課
  - 日米防衛協力課
  - 国際政策課
  - 運用政策課[注釈 9]
  - 運用基盤課
  - 調査課
  - 参事官（3人）
- 整備計画局
  - 防衛計画課
  - サイバー整備課
  - 施設計画課
  - 施設整備課
  - 建設制度官
  - 提供施設計画官
- 人事教育局
  - 人事計画・補任課
  - 給与課
  - 人材育成課
  - 厚生課
  - 服務管理官
  - 衛生官
- 地方協力局[注釈 10]
  - 次長（1人）
  - 総務課[24]
  - 地域社会協力総括課
  - 地方協力課
  - 沖縄協力課
  - 環境政策課
  - 在日米軍協力課
  - 労務管理課
  - 参事官（1人）

### 内部部局幹部
内部部局の幹部は以下のとおりである（2025年〈令和7年〉8月1日現在）。
- 事務次官：大和太郎
- 防衛審議官：加野幸司
- 大臣官房長：小野功雄
- 防衛政策局長：萬浪学
- 整備計画局長：伊藤晋哉
- 人事教育局長：廣瀬律子
- 地方協力局長：森田治男

### 審議会等
- 自衛隊員倫理審査会（自衛隊員倫理法）
- 防衛施設中央審議会（日本国とアメリカ合衆国との間の相互協力及び安全保障条約第六条に基づく施設及び区域並びに日本国における合衆国軍隊の地位に関する協定の実施に伴う土地等の使用等に関する特別措置法）
- 捕虜資格認定等審査会（武力攻撃事態及び存立危機事態における捕虜等の取扱いに関する法律）
- 防衛人事審議会（政令43条）

### 施設等機関
- 防衛大学校（法律15条）
- 防衛医科大学校（法律16条）
- 防衛研究所（政令44条）

### 特別の機関
- 防衛会議（法律19条1項）
- 統合幕僚監部
  - 統合幕僚副長（法律25条1項）
  - 総括官
  - 総務部（政令57条）
  - 運用部
  - 防衛計画部
  - 後方計画部
  - 報道官（政令71条）
  - 首席法務官（政令72条）
  - 首席指揮通信システム官（政令73条）
  - 統合幕僚学校（政令74条）
- 陸上幕僚監部
  - 陸上幕僚副長
  - 監理部（政令78条）
  - 人事教育部
  - 運用支援・訓練部
  - 防衛部
  - 装備計画部
  - 指揮通信システム・情報部
  - 衛生部
  - 監察官（政令103条）
  - 法務官（政令104条）
  - 警務管理官（政令105条）
- 海上幕僚監部
  - 海上幕僚副長
  - 総務部（政令109条）
  - 人事教育部
  - 防衛部
  - 指揮通信情報部
  - 装備計画部
  - 監察官（政令131条）
  - 首席法務官（政令132条）
  - 首席会計監査官（政令133項）
  - 首席衛生官（政令129条1項）
- 航空幕僚監部
  - 航空幕僚副長
  - 総務部（政令138条）
  - 人事教育部
  - 防衛部
  - 運用支援・情報部
  - 装備計画部
  - 科学技術官（政令158条）
  - 監理監察官（政令159条）
  - 首席法務官（政令160条）
  - 首席衛生官（政令161条）
- 陸上自衛隊
  - 陸上総隊（自衛隊法10条1項）
  - 方面隊（5）
  - 防衛大臣直轄部隊
  - 学校 （14）（自衛隊法施行令33条の2）
  - 補給処（5）（自衛隊法施行令39条）
  - 陸上自衛隊教育訓練研究本部（自衛隊法施行令48条の4）
  - 陸上自衛隊補給統制本部（自衛隊法施行令48条の5）
- 海上自衛隊
  - 自衛艦隊（自衛隊法15条1項）
  - 地方隊（4）
  - 教育航空集団
  - 練習艦隊
  - 防衛大臣直轄部隊
  - 学校（6）（自衛隊法施行令34条）
  - 補給処（2）（自衛隊法施行令39条の2）
  - 海上自衛隊補給本部（自衛隊法施行令48条の7）
- 航空自衛隊
  - 航空総隊（自衛隊法20条1項）
  - 航空支援集団
  - 航空教育集団
  - 航空開発実験集団
  - 防衛大臣直轄部隊
  - 学校（6）（自衛隊法施行令35条）
  - 補給処（3）（自衛隊法施行令40条）
  - 航空自衛隊補給本部（自衛隊法施行令48条の8）
- 共同の部隊
  - 統合作戦司令部（自衛隊法第21条の2）
  - 自衛隊情報保全隊（自衛隊法施行令30条の18第1項）
    - 自衛隊情報保全隊本部（自衛隊法施行令30条の18第2項）
    - 中央情報保全隊
    - 地方情報保全隊

  - 自衛隊サイバー防衛隊（自衛隊法施行令30条の20第1項）
    - 自衛隊サイバー防衛隊本部（自衛隊法施行令30条の20第2項）
    - ネットワーク運用隊
    - サイバー作戦隊
    - 中央指揮所運営隊

  - 自衛隊海上輸送群（自衛隊法施行令30条の22第1項）
    - 　海上輸送隊（2）
- 共同の機関
  - 自衛隊体育学校（自衛隊法施行令33条1項）
  - 自衛隊中央病院（自衛隊法施行令44条1項）
  - 自衛隊地区病院（10）（同条3項）
  - 自衛隊地方協力本部（自衛隊法施行令48条1項）（50）（同条3項）
- 情報本部
- 防衛監察本部
  - 副監察監（政令207条1項）
  - 総務課（政令208条）
  - 統括監察官
- 外国軍用品審判所（法律19条2項、武力攻撃事態及び存立危機事態における外国軍用品等の海上輸送の規制に関する法律。臨時に置かれる。）
- 駐留軍等再編関連振興会議（法律附則5項、駐留軍等の再編の円滑な実施に関する特別措置法）

自衛隊情報保全隊及び自衛隊サイバー防衛隊は陸上自衛隊、海上自衛隊及び航空自衛隊の共同の部隊として、自衛隊体育学校、自衛隊中央病院、自衛隊地区病院及び自衛隊地方協力本部は共同の機関として置かれている。

### 地方支分部局
地方支分部局として地方防衛局を置く（法律33条1項）。前身は防衛施設庁の防衛施設局と装備本部の地方支部等である。内部組織として、総務部、企画部、調達部、管理部（東北防衛局、近畿中部防衛局及び中国四国防衛局には置かない。）、装備部（北関東防衛局に限る。）を（政令212条3項〜5項）、審議会として防衛施設地方審議会を（政令213条1項）それぞれ置く。
- 北海道防衛局（政令211条1項）
- 東北防衛局
- 北関東防衛局
- 南関東防衛局
- 近畿中部防衛局
- 中国四国防衛局
- 九州防衛局
- 沖縄防衛局

### 外局
外局として防衛装備庁を置く。装備品等について、その開発及び生産のための基盤の強化を図りつつ、研究開発、調達、補給及び管理の適正かつ効率的な遂行並びに国際協力の推進を図ることを任務とする（法36条）。2015年10月1日に「防衛省設置法等の一部を改正する法律（平成27年法律第39号）」が施行されたことにより、「特別な機関」であった技術研究本部及び装備施設本部を廃止して設置された。
- 防衛装備庁（法35条）
  - 防衛技監（1）（政令170条）
  - 長官官房（政令171条）
  - 装備政策部
  - プロジェクト管理部
  - 技術戦略部
  - 調達管理部
  - 調達事業部
  - 防衛調達審議会（政令212条1項）
  - 航空装備研究所（政令213条）
  - 陸上装備研究所
  - 艦艇装備研究所
  - 次世代装備研究所
  - 千歳試験場
  - 下北試験場
  - 岐阜試験場

## 所管法人
防衛省が主管する独立行政法人は2024年4月1日現在、駐留軍等労働者労務管理機構のみである。駐留軍等労働者労務管理機構は行政執行法人であり、役職員は国家公務員の身分を有する。
防衛省が主管する特殊法人は2024年4月1日現在、存在しない。
防衛省が主管する特別の法律により設立される民間法人（特別民間法人）、認可法人、地方共同法人及び特別の法律により設立される法人は存在しない。

## 財政
2023年度（令和5年度）一般会計当初予算における防衛省所管の歳出予算7兆9171億7671万4千円である。
組織別の内訳は防衛本省が7兆5193億3035万9千円、地方防衛局が224億4109万2千円、防衛装備庁が3754億0526万3千円となっている。
本省予算の主な内訳は、防衛本省共通費が7958億6838万3千円、自衛官給与費が1兆5065億2528万7千円、武器車両等整備費が1兆6306億9322万円、航空機整備費が1兆5518億5024万9千円、艦船整備費が2809億6972万1千円、防衛力基盤整備費が8066億130万1千円、在日米軍等駐留関連諸費が3862億2267万8千円などであり、また防衛装備庁所管の防衛力基盤強化推進費が8623億5199万2千円となっている。
主管する歳入予算は600億8762万1千円で、「官業益金及官業収入」（3部）が163億3970万9千円、「政府資産整理収入」（4部）が7億4191万7千円、「雑収入」（5部）が430億599万5千円となっている。官業益金及官業収入は全額が防衛省病院収入（3部2款1項2目）である。
また、国会、裁判所、会計検査院、内閣、内閣府、復興庁、総務省、法務省、外務省、財務省、文部科学省、厚生労働省、農林水産省、経済産業省、国土交通省、環境省及び防衛省所管の東日本大震災復興特別会計を共管する。

## 職員
一般職の在職者数は2023年7月1日現在、防衛省（本省のみ在職、防衛装備庁には在職しない。）で22人（男性20人、女性人）である。他に非常勤職員が95人（男性人、女性29人）であり、そのうち93人（男性64人、女性29人）が参与顧問委員等職員である。非常勤職員のうち7人（男性4人、女性3人）は、防衛装備庁に在籍し、全員が参与顧問委員等職員である。
行政機関職員定員令に定められた防衛省の定員は21,251人でこのうち特別職21,226人であり、一般職の定員は25人である。本省及び外局別の定員は省令の防衛省定員規則が、本省19,595人、防衛装備庁1,656人と規定する。
自衛官の定数は、防衛省設置法に定められており、陸上自衛隊の自衛官15万856人、海上自衛隊4万5363人、航空自衛隊4万6942人並びに共同の部隊に所属する自衛官1259人のほか、統合幕僚監部に所属する自衛官638人、情報本部に所属する自衛官1911人、内部部局に所属する自衛官48人並びに防衛装備庁に所属する自衛官407人を加えた総計24万7154人としている（6条）。
定員外の職員として自衛官候補生、予備自衛官、即応予備自衛官、予備自衛官補、防衛大学校学生、防衛医科大学校学生、陸上自衛隊高等工科学校生徒などの制度があり、またその他の非常勤職員も任用されている。ただし、予備自衛官は4万7900人（自衛隊法66条2項）、即応予備自衛官は7981人（自衛隊法75条の2第2項）と員数が法定されている。
2024年度一般会計予算における予算定員は特別職268,385人、一般職25人の計268,410人である。
防衛省の職員は原則として国家公務員の特別職であり、防衛省設置法や自衛隊法、防衛省職員給与法など一般職とは異なる公務員法制の下で人事管理が行われている。
防衛省のうち一般職の国家公務員であるものは、労働基本権のうち争議権と団体協約締結権は国家公務員法により認められていない。団結権は保障されており、職員は労働組合として国公法の規定する「職員団体」を結成し、若しくは結成せず、又はこれに加入し、若しくは加入しないことができる（国公法第108条の2第3項）。
2023年3月31日現在、一般職のうち管理職員以外の職員は22名であり人事院に登録された職員団体は、存在しない。
防衛省職員は、一般職の国家公務員であるものを除き、自衛官以外の者も自衛隊員であり、職務の性質から団結権も認められておらず、労働組合とその他の団体の結成や加入をしてはならない（自衛隊法第64条）。

### 採用
職員の試験による採用のうち、自衛官以外の隊員（職員）については国家公務員採用総合職試験（院卒者試験）、国家公務員採用総合職試験（大卒程度試験）、国家公務員採用一般職試験（大卒程度試験）、国家公務員採用一般職試験（高卒者試験）及び防衛省専門職員採用試験の合格者の中から行われる。防衛省専門職員採用試験は防衛省が、それ以外の試験は人事院が実施する。2011年度までは現在の総合職試験に相当する試験として防衛省職員採用Ⅰ種試験を、一般職試験（大卒程度試験）に相当する試験として防衛省職員採用Ⅱ種試験（行政、技術、研究）を、防衛省専門職員採用試験に相当する試験としてⅡ種試験（語学、国際関係）を、一般職試験（高卒者試験）に相当する試験として防衛省職員採用Ⅲ種試験をそれぞれ防衛省が独自に実施していた。2012年度に人事院が現在の形に試験体系を改めたのを機に、現在の試験制度となった。
自衛官、自衛官候補生、学生、生徒及び予備自衛官補の採用もまた、原則として試験による（自衛隊法施行規則21条1項）。隊員の採用試験の方法は、筆記試験、身体検査及び口述試験とする（22条1項）ほか、自衛官、自衛官候補生及び予備自衛官補の採用試験においては適性検査を（22条2項）、防衛大学校の学生の採用試験においては、適応能力試験、討議試験及び体力試験を行うことができる（22条3項）。2024年度の具体的な採用区分を以下に示す。自衛官応募ナビ(各種募集種目)、防衛省職員も参照
- 幹部候補生
- 医科・歯科幹部
- キャリア採用幹部
- 技術曹
- 航空学生
- 一般曹候補生
- 自衛官候補生
- 防衛大学校学生
- 防衛医科大学校医学科学生
- 防衛医科大学校看護学科学生(自衛官候補看護学生)(別に技官候補看護学生もある。)
- 高等工科学校生徒
- 自衛隊奨学生（2024年5月までは自衛隊貸費学生）
- 予備自衛官補

### 給与
防衛省職員の給与は一般職を除いて「防衛省の職員の給与等に関する法律」によって規律されている。一部、一般職の国家公務員の給与法規が準用されているが、主に自衛官を中心に独自の給与制度が定められている。
特別職であっても事務官等（自衛隊教官を除く。）には「一般職の職員の給与に関する法律」等に定められた一般職の国家公務員と同じ俸給表が適用される（防衛省職員給与法4条）。自衛隊教官には防衛省の職員の給与等に関する法律に定められた自衛隊教官俸給表（別表第一）、自衛官には、同法に定める自衛官俸給表（別表第二）に定められた額の俸給がそれぞれ支給される。2024年度予算の予算定員は自衛官俸給表に267,604人措置されている。
また事務官等には一般職の職員の給与に関する法律の規定を準用する形で本府省業務調整手当や地域手当、広域異動手当など、国家公務員の一般職と同様の手当を支給される（14条1項）。自衛官にも一般職と共通する手当が設けられているが、超過勤務手当、休日給及び夜勤手当等の特別の時間帯にかかる勤務に関する手当が支給されない。防衛出動を命ぜられた職員には防衛出動手当が支給される（15条1項）。また政令で定める自衛官には航空手当、乗組手当、落下傘隊員手当、特別警備隊員手当及び特殊作戦隊員手当が支給される（16条1項）。自衛官の航海、営外居住にはそれぞれ航海手当（17条1項）、営外手当（18条1項）が支給される。
賞与である期末手当及び勤勉手当は一般職の国家公務員の例により支給される（18条の2）。
防衛大学校又は防衛医科大学校の学生には給与として学生手当及び期末手当を支給する（防衛省の職員の給与等に関する法律25条1項） 。学生手当は月額13万1300円で（2項）、期末手当は一般職の国家公務員の例による（3項）。陸上自衛隊高等工科学校生徒にも同様に生徒手当（月額11万7900円）と期末手当が支給される（25条の2）。

### 服務・倫理
自衛隊法は自衛隊員の服務の本旨について、「隊員は、わが国の平和と独立を守る自衛隊の使命を自覚し、一致団結、厳正な規律を保持し、常に徳操を養い、人格を尊重し、心身をきたえ、技能をみがき、強い責任感をもつて専心その職務の遂行にあたり、事に臨んでは危険を顧みず、身をもつて責務の完遂に努め、もつて国民の負託にこたえることを期するものとする」（第52条）。自衛隊員になった者は服務の宣誓を行わなければならない（自衛隊法第53条）。一般の隊員は以下の宣誓文を記載された宣誓書に署名押印して服務の宣誓を行うことが義務付けられている（自衛隊法施行令39条）。
自衛官候補生、学生及び生徒、予備自衛官、即応予備自衛官、予備自衛官補、幹部自衛官は別の宣誓文がある。
隊員は勤務態勢について、何時でも職務に従事することのできる態勢になければならない（54条1項）とされ、さらに職務上の危険若しくは責任を回避し、又は上官の許可を受けないで職務を離れてはならない（56条）。自衛官は、防衛大臣が指定する場所に居住しなければならず（55条）、防衛大臣の定めるところに従い、制服を着用し、服装を常に端正に保たなければならない（58条2項）。守秘義務、職務専念義務、政治的行為の制限、私企業からの隔離については、一般職の国家公務員と同様の規程が自衛隊法に設けられている。労働組合の結成、争議行為は全面的に禁止されている（64条）。
職務に係る倫理の保持については特別に自衛隊員倫理法が定められており、部員級以上の自衛隊員は、事業者等から贈与等や報酬の支払を受けたときは四半期ごとに、贈与等報告書を防衛大臣に提出しなければならない（自衛隊員倫理法6条1項）。独自の取り組みとして自衛隊員向けに倫理啓発ビデオを製作している。2007年3月に完成し、同年6月から全自衛隊員を対象に上映されている。ビデオに登場する人物は、「ゴルフ接待漬けの上司」という設定であり、後に収賄で逮捕された守屋武昌にかけられた容疑をそのまま反映したかのようであった。

## 調達
自衛隊が必要とする工業製品は、防衛省が発注している。種類は多いが少量生産であり、日本の防衛産業への影響および経済効果は比較的低く、工業生産額は0.6パーセントに留まっている。需要については長年武器輸出三原則により輸出が厳しく規制されていたため、納入先が日本国内にほぼ限定されており量産による低価格化が進まずに高価となる傾向がある。この点については他国との技術交流や各種コスト高を解消する目的も含めて新たに防衛装備移転三原則に基づいた柔軟な対応を採る方針が近年進みつつある。
防衛省と契約を結ぶ企業は約1,500社あるが、さらに広範囲な下請企業が存在する。戦車や戦闘機、護衛艦など、1つの兵器の製造に約1,200 - 2,500社以上関わるものもある。しかし、主要な製品を扱う企業が撤退するような事態に陥ると、主要な製品が特殊な技術および設備が必要とされる場合が多々あるため、産業の回復に投資と相応の期間を要し、防衛省はその維持と育成に着目している。
2023年（令和5年）度中央調達の契約相手方別契約高順位表の上位20社は以下の通りである。
1. 三菱重工業（16,803億円）
2. 川崎重工業（3,886億円）
3. 日本電気（2,954億円）
4. 三菱電機（2,685億円）
5. 富士通（2,096億円）
6. 東芝インフラシステムズ（1,283億円）
7. IHI（1,257億円）
8. 日立製作所（793億円）
9. 伊藤忠アビエーション（643億円）
10. 宇宙航空研究開発機構（580億円）
11. 日本製鋼所（570億円）
12. SUBARU（466億円）
13. ジャパン マリンユナイテッド（119億円）
14. 出光興産（313億円）
15. 沖電気工業（280億円）
16. ENEOS（275億円）
17. 中川物産（264億円）
18. 住商エアロシステム（264億円）
19. 小松製作所（274億円）
20. 三菱商事（227億円）

## 広報
防衛省は防衛白書にて「わが国の平和と安全を守る防衛省・自衛隊の活動は、国民一人ひとりの理解と支持があって初めて成り立つものである。このため、分かりやすい広報活動を積極的に行い、国民の信頼と協力を得ていくことが重要である」と、防衛省・自衛隊における広報活動の重要性を強調している。
国の防衛政策について、国民の理解を得るために『防衛白書』を年1回刊行している。法律で義務づけられた国会への報告を収録する法定白書とは異なり、法律に定めのない非法定白書ではあるが、閣議案件として内閣の関与の下に刊行されている。1970年に創刊され、1976年以降は毎年刊行されている。
子ども向けに防衛白書を分かりやすく解説するために『まんがで読む防衛白書』という漫画冊子も刊行されており、令和元年度版では、当時の防衛力整備計画に基づく「宇宙・電磁波・サイバー」を題材にしている。
防衛省が編集協力する広報誌として『MAMOR』が扶桑社により月刊で刊行されている。防衛庁の時代には、広報誌として防衛弘済会が発行していた『セキュリタリアン』（1992年（平成4年）までは『防衛アンテナ』）があったが、平成18年（2006年）9月号を持って休刊となり、新たに『MAMOR』が2007年1月21日に創刊された。
同省サイト内の「防衛省・自衛隊の動画配信」ページおよびYouTube内の「防衛省動画チャンネル」にて防衛省・自衛隊に関する動画を配信している。

## 関連紛争や諸問題

### 防衛予算の増額
2022年（令和4年）6月、政権与党自由民主党は参院選公約で、NATO加盟国が対GDP比2％以上の国防ないし軍事予算増額を目標に掲げているのに比例して、日本も5年以内に防衛予算2%増額を目指す方針とした。並立して、思いやり予算（同盟強靱化予算）の増額と共に、高額納入や調達未納など米国対外有償軍事援助（FMS）の機能不全が指摘されている。

### 重要土地利用規制
安全保障の上で重要施設周辺（海上自衛隊対馬防備隊、航空自衛隊千歳基地等）の土地利用規制等を念頭に、2022年（令和4年）9月20日、重要土地利用規制法が施行された。